# Eclissi solare del 3 febbraio 1935
L'Eclissi solare del 3 febbraio 1935 è stato un evento astronomico che ha avuto luogo il suddetto giorno attorno alle ore 16:16 UTC. Tale evento ha avuto luogo nella maggior parte del Nord America e in alcune aree circostanti. L'eclissi del 3 febbraio 1935 divenne la seconda eclissi solare nel 1935 e l'81ª nel XX secolo. La precedente eclissi solare si è verificata il 5 gennaio 1935, la seguente il 30 giugno 1935.
Solitamente avvengono due eclissi solari all'anno; nel 1935 ne sono avvenute cinque, l'unico anno del XX secolo che ha avuto il maggior numero di eclissi solari. Le suddette sono state quattro eclissi solari parziali e una eclissi solare anulare.
Il giorno della luna nuova (novilunio), la differenza tra le distanze apparenti di luna e sole osservate sulla terra è estremamente piccola. In tale momento, se la luna si trova in prossimità del nodo lunare, cioè uno dei due punti in cui la sua orbita interseca l'eclittica, si verifica un'eclissi solare. Quando vi è assenza di ombra e la penombra raggiunge parte dell'estremità settentrionale o meridionale della terra, si verifica un'eclissi solare parziale, che si verifica quindi presso le regioni polari della Terra. 

## Percorso e visibilità
Questa eclissi solare parziale era visibile nel territorio dell'Alaska (ora Alaska), nel Canada tranne la parte settentrionale, nel Dominion di Terranova, ora provincia di Terranova e Labrador, in Canada; nel territorio a controllo francese di Saint-Pierre e Miquelon e nella Groenlandia meridionale. Inoltre l'eclissi era visibile anche negli Stati Uniti, alle Bermuda, nella maggior parte del continente centroamericano ad eccezione dell'istmo di Panama, nella parte occidentale delle Grandi Antille e in Islanda centrale e occidentale.

## Eclissi correlate

### Eclissi solari 1931 - 1935
Questa eclissi è un membro di una serie semestrale. Un'eclissi in una serie semestrale di eclissi solari si ripete approssimativamente ogni 177 giorni e 4 ore (un semestre) in nodi alternati dell'orbita della Luna.